# 남양주 민간인 학살 사건
남양주 민간인 학살은 1950년 10월부터 1951년 초까지 대한민국 경찰에 의해 이루어진 학살이다. 10세 미만 어린이 23명을 포함하여 460명이 넘는 사람들이 처형되었다. 서울 전투 승리 후 남한 당국은 북한에 협조했다는 혐의로 가족과 함께 여러 사람을 체포하고 사살했다.
2008년 5월 22일 진실화해위원회는 정부에 사과와 희생자에 대한 보상을 권고하였다.

## 같이 보기
- 대한민국 진실·화해를위한과거사정리위원회
- 보도연맹 학살 사건
- 문경 양민 학살 사건
- 거창 양민 학살 사건